# الجحملية
الجحملية حي من أحياء تعز في الجمهورية اليمنية، تقع على سفوح جبر صبر وتطل على مدينة تعز وقلعة القاهرة. كانت مقرا لأعيان وعمال الدولة العثمانية كما كانت أيضا مقر لكبار رجالات الدولة ووزرائها والقادة العسكريين أيام حكم الإمام حميد الدين. فبعد خروج العثمانيين جعل منها حميد الدين عاصمة دولته وسكنها معظم المسئولين في عهده. تتنوع التركيبة السكانية للجحمية بين الأسر التركية الباقية من عهد العثمانيين وأسر أخرى من وسط وشمال اليمن.

## معالم الحي
من بين معالم الجحملية هناك قصر حميد الدين الذي تحول إلى متحف وأيضا قصر صالة والعديد من بيوت الأسرة الحاكمة آنذاك والتي لم يتبقى منها سوى الأطلال.

## أعمال حول الحي
أنتج مسلسل تلفزي عن الحي سنة 2021، إلا أنه لاقى نقدا لاذعا بين مستهجن ومهاجم بسبب محاولة تشويه صورة الحي وسكانه.